# 垣野多鶴
垣野 多鶴（かきの たづる、1951年6月15日 - 2021年4月4日）は、野球選手（内野手）・監督。元社会人野球・NTT東日本硬式野球部監督。第15回アジア競技大会野球日本代表監督。

## 経歴
長崎県佐世保市出身。長崎県立佐世保工業高等学校では、1968年の2年次に右翼手、一番打者として夏の甲子園県予選決勝に進むが、海星高に敗退。翌1969年夏も県予選準決勝で長崎工に敗れ、甲子園には届かなかった。
1970年に卒業後、東海大学に進学し内野手として活躍。首都大学野球リーグでは、いずれも秋季に4回の優勝を経験。リーグ戦通算82試合出場、297打数95安打、打率.320、12本塁打、52打点。ベストナイン6回（遊撃手1回、二塁手5回）受賞。1973年の4年次に第2回日米大学野球選手権大会日本代表に選出される。
1974年に三菱自動車川崎に入社。1976年の都市対抗に日本鋼管の補強選手として出場、準々決勝で同点適時打を放つなど活躍し、チームの優勝に貢献。1980年には選手兼任監督としてチームを牽引、8年ぶりの都市対抗出場に導く。現役を引退し監督に専任した1985年には都市対抗でチームをベスト4に押し上げた。
1989年シーズン限りで勇退すると、1996年にはアトランタオリンピック野球日本代表のコーチを務めた。1999年シーズンオフにチーム事情から再び三菱自動車川崎のユニフォームに袖を通して現場復帰し、いきなり2000年の都市対抗で初優勝を遂げる。
また、2003年、2005年と都市対抗を制し、6年間で3回の都市対抗制覇という偉業を成し遂げ、2005年の大会では小野賞を獲得。また同年の社会人ベストナインでは、過去1人（川島勝司・ヤマハ監督）しかなしえていない3度の都市対抗制覇を称え、特別賞が授与された。
三菱ふそう川崎は2008年シーズンをもって活動休止となり、2009年1月1日付けでNTT東日本の監督に就任した。2013年限りで勇退。
2021年4月4日、肺炎のため、神奈川県川崎市内の病院で死去した。69歳没。

## ハイライト

### ID野球を撃破
2003年の第74回都市対抗野球大会の目玉は、前年秋に監督兼GMに野村克也を迎え、野間口貴彦やオレステス・キンデランらを擁するシダックスだった。シダックスは順調に勝ち上がり、決勝で垣野率いる三菱ふそう川崎と対戦した（2003年9月2日）。
序盤は3-0でシダックスがリードしたが、垣野は野間口に多くの球数を投げさせる待球作戦をチームに命じ、チャンスを待った。7回にチャンスが訪れ、主砲・西郷泰之のタイムリーなどで一気に同点に追いつくと、代打を送り、初球スクイズに成功、これが勝ち越し点となった。

### 「Revival of FUSO」
2004年、都市対抗野球優勝チームの証である黒獅子エンブレムを袖に試合に臨んだ三菱ふそう川崎は、春先から好調で、前年初戦でクラブチームに足をすくわれているJABA京都大会においては決勝戦で雪辱に燃えるシダックスを返り討ちにして同大会での初優勝を果たした。しかしこの大会の最中、本社をめぐる不祥事が発覚、三菱ふそう川崎は前年度の都市対抗野球優勝チームであるにもかかわらず活動を自粛することとなり、選手たちはリコールの対応やトラック・バスの点検作業のため全国各地の工場に散り散りになった。
2005年シーズン、活動自粛が解け、活動が再開された。幸いにも22名の選手のうち、実家の事情で退部した1人を除き全員がグラウンドに戻ってきた（反対に、同様の不祥事で活動を自粛した三菱自動車岡崎では、監督を含む14人が、他チームでのプレーを前提に退部している）。垣野は、野球部にできることは、ただ勝つことではなく、圧倒的な強さで勝ち進み、ふそうの復活を会社にアピールし、ひいては全国にアピールすることと考え、チームのスローガンを「Revival of FUSO」（ふそうの復活）とした。
同年の都市対抗野球、補強選手もうまくかみ合い、決勝戦では神奈川県2次予選第1代表決定戦と同じ組み合わせとなった日産自動車との対戦となったが、これも6-3で退け、リバイバルを完結させた。試合後の場内インタビューで垣野は、「今度は（社員の）皆さんと一緒にリバイバルを果たしたい」とコメントし、企業チームのあり方を示唆することとなった。

## 指導した主な選手
監督歴が長いことも手伝って、監督を務めている間に輩出したNPB選手は13人を数える。

### NPB入団選手
三菱川崎監督時代
- 金沢次男（投手、横浜大洋ホエールズ→日本ハムファイターズ→ヤクルトスワローズ→千葉ロッテマリーンズ）
- 福家雅明（投手、阪神タイガース→近鉄バファローズ）
- 吉田康夫（捕手、阪神タイガース）
- 清水雅治（内野手、中日ドラゴンズ→西武ライオンズ）
- 四條稔（内野手、読売ジャイアンツ→オリックス・バファローズ→横浜ベイスターズ）
- 鶴見信彦（内野手、阪神タイガース→読売ジャイアンツ）
- 竹下慎太郎（投手、横浜ベイスターズ→阪神タイガース）
- 加藤武治（投手、横浜ベイスターズ→北海道日本ハムファイターズ）
- 森大輔（投手、横浜ベイスターズ）
- 渡辺直人（内野手、東北楽天ゴールデンイーグルス→横浜DeNAベイスターズ）
- 矢貫俊之（投手、北海道日本ハムファイターズ→読売ジャイアンツ）

NTT東日本監督時代
- 清田育宏（外野手、千葉ロッテマリーンズ）
- 小石博孝（投手、埼玉西武ライオンズ）
- 井納翔一（投手、横浜DeNAベイスターズ→読売ジャイアンツ）

### 社会人野球選手
- 堀井哲也（外野手、三菱自動車岡崎・JR東日本・慶應義塾大学各監督）
- 西郷泰之（内野手、アトランタ五輪代表）
- 桑元孝雄（内野手、アトランタ五輪代表）
- 梶山義彦（外野手、シドニー五輪代表）